# Højby (Odder Kommune)
 For alternative betydninger, se Højby. (Se også artikler, som begynder med Højby)
Højby ligger i Østjylland og er en lille bebyggelse i Halling Sogn, Odder Kommune. Den befinder sig 3 kilometer fra Hov og hører til Region Midtjylland.
|  | Denne artikel om lokaliteten Højby (Odder Kommune) kan blive bedre, hvis der indsættes et (bedre) billede. Du kan hjælpe ved at afsøge Wikimedia Commons for et passende billede eller lægge et op på Wikimedia Commons med en af de tilladte licenser og indsætte det i artiklen. |

55°54′55″N 10°12′39″Ø / 55.9153°N 10.2108°Ø